# Transplants (álbum)
Transplants é o álbum de estreia da banda de mesmo nome, lançado em 22 de outubro de 2002.

## Faixas
Todas as faixas escritas por Tim Armstrong e Rob Aston, exceto onde anotado.
1. "Romper Stomper" — 3:18
2. "Tall Cans in the Air" — 3:43
3. "D.J. D.J." — 4:01
4. "Diamonds and Guns" — 4:01
5. "Quick Death" — 3:36
6. "Sad But True" — 4:26
7. "Weigh on My Mind" — 3:22
8. "One Seventeen" — 2:01
9. "California Babylon" — 4:05
10. "We Trusted You" — 4:35
11. "D.R.E.A.M." — 4:42
12. "Down in Oakland" (Armstrong) — 3:22

## Desempenho nas paradas musicais
| Parada musical (2002)                   | Posição |
| --------------------------------------- | ------- |
| Estados Unidos - Billboard 200          | 96      |
| Estados Unidos - Top Independent Albums | 1       |

## Créditos
- Tim Armstrong - Vocal, guitarra, baixo, sintetizador, percussão
- Rob Aston - Vocal
- Travis Barker - Bateria